# Scaphochlamys perakensis
Scaphochlamys perakensis är en enhjärtbladig växtart som beskrevs av Richard Eric Holttum. Scaphochlamys perakensis ingår i släktet Scaphochlamys och familjen Zingiberaceae. Inga underarter finns listade i Catalogue of Life.